# Nagyváradi római katolikus székesegyház
A nagyváradi római katolikus székesegyház a legnagyobb barokk stílusban épült templom Romániában. A nagyváradi bazilika monumentális méretű. A központi hajó hossza 70 m, szélessége 30–40 m. Falait vaskói és carrarai márvány borítja. Két oldalsó hajója és két templomtornya van.
II. János Pál pápa 1991-ben a templomot basilica minor rangra emelte. A székesegyház előtt látható Szent László szobra, mely eredetileg a főtéren állt, de az új román hatalom elől 1921-ben idekerült. Közel hozzá látható egy másik kisebb méretű Szent László szobor is. Kőből készült és csupán 2000-ben, a restaurálási munkák befejezése után került a talapzatra, a szobrot ugyanis 52 éven át a föld alatt rejtegették. Ez Nagyvárad legrégebbi barokk kőszobra. A püspöki palota, a Kanonoksor és a székesegyház együtt alkotják Nagyvárad barokk városrészét.

## Története
A templom tervét 1750-ben a híres osztrák tervező, Franz Anton Hillebrandt készítette, ám a Giovanni Battista Ricca vezette munkálatok csupán két év múlva, 1752-ben kezdődtek el, miután alapkövét Forgách Pál püspök 1752. május 1-jén letette. Az olasz építész halála a munkálatok leállítását eredményezte. Végül 1762-ben Domenico Lucchini vállalta el az építkezés folytatását. Ekkor kezdődtek a püspöki palota munkálatai is. Az építkezést 1779. december 8-án fejezték be, és 1780. június 25-én gróf Kollonits László püspök szentelte fel. Orgonája Mária Terézia adománya.

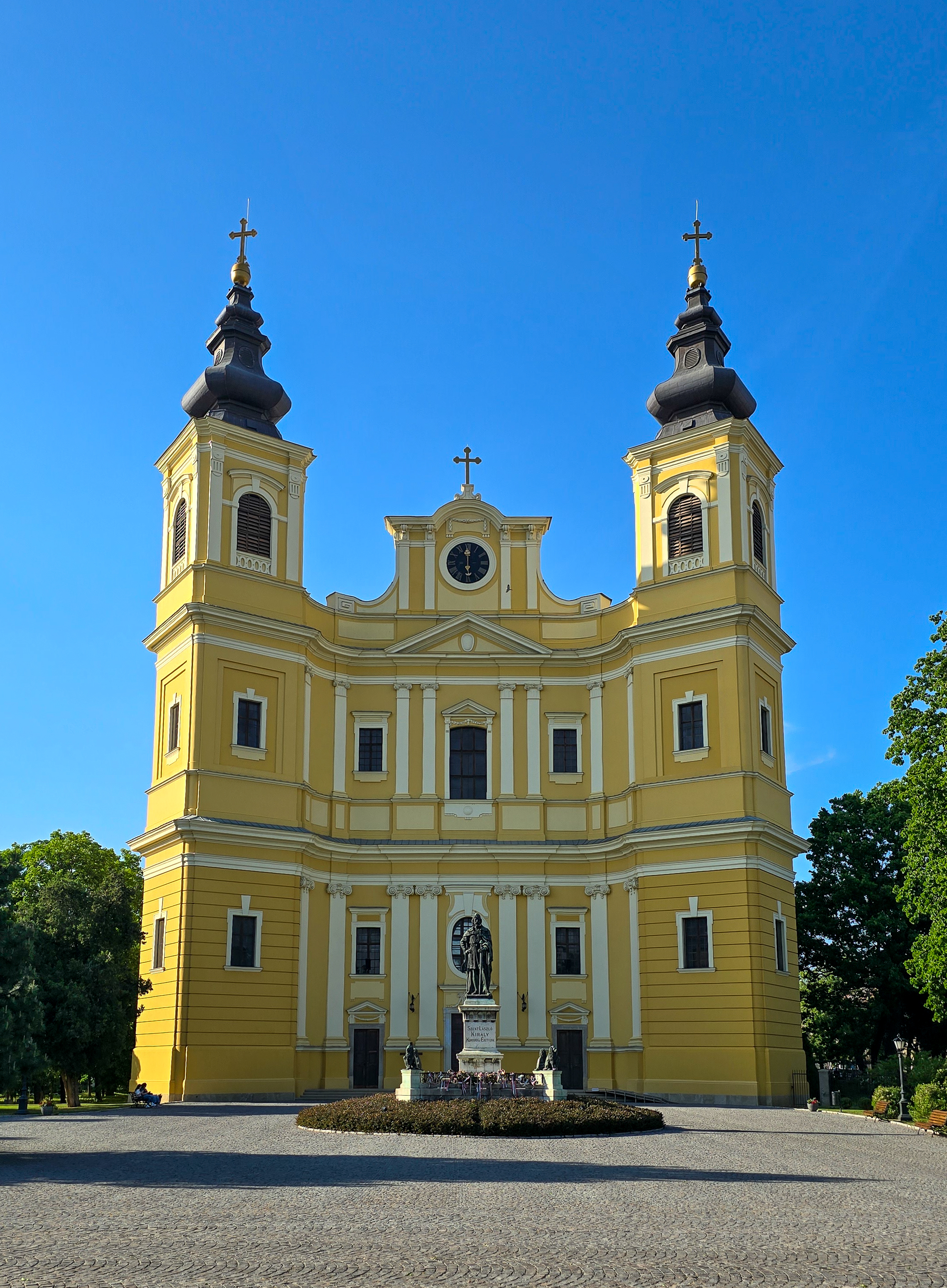
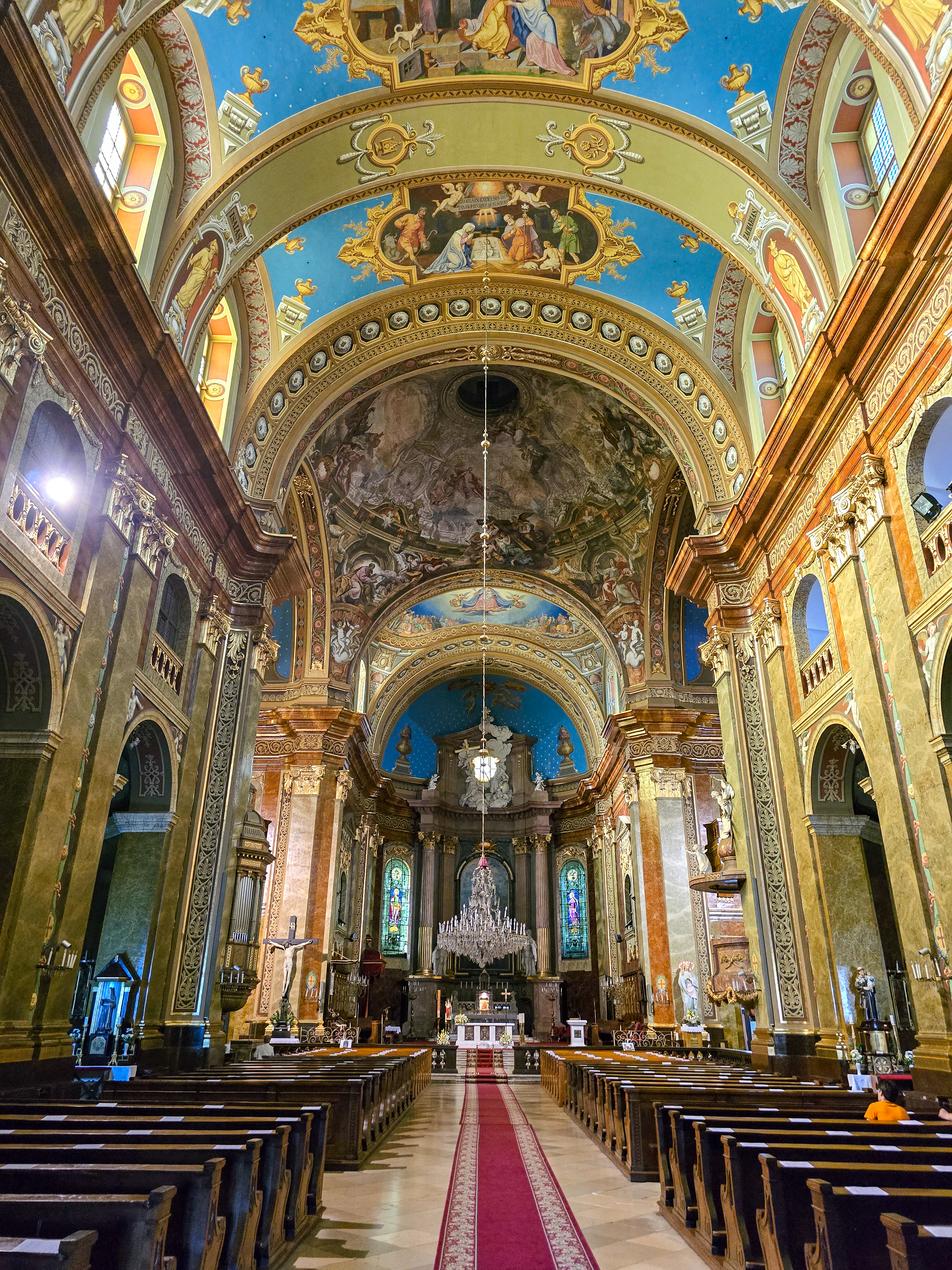
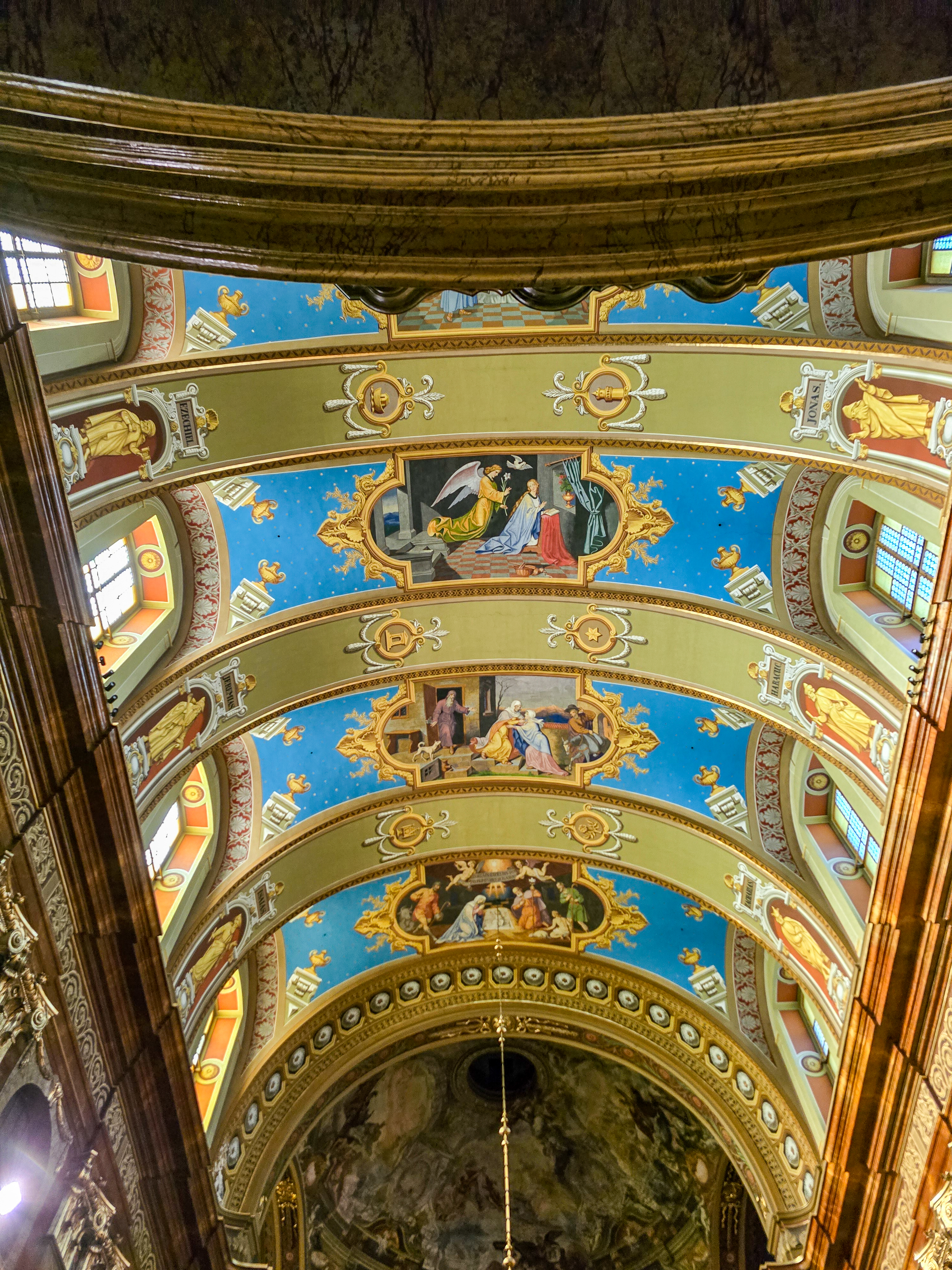
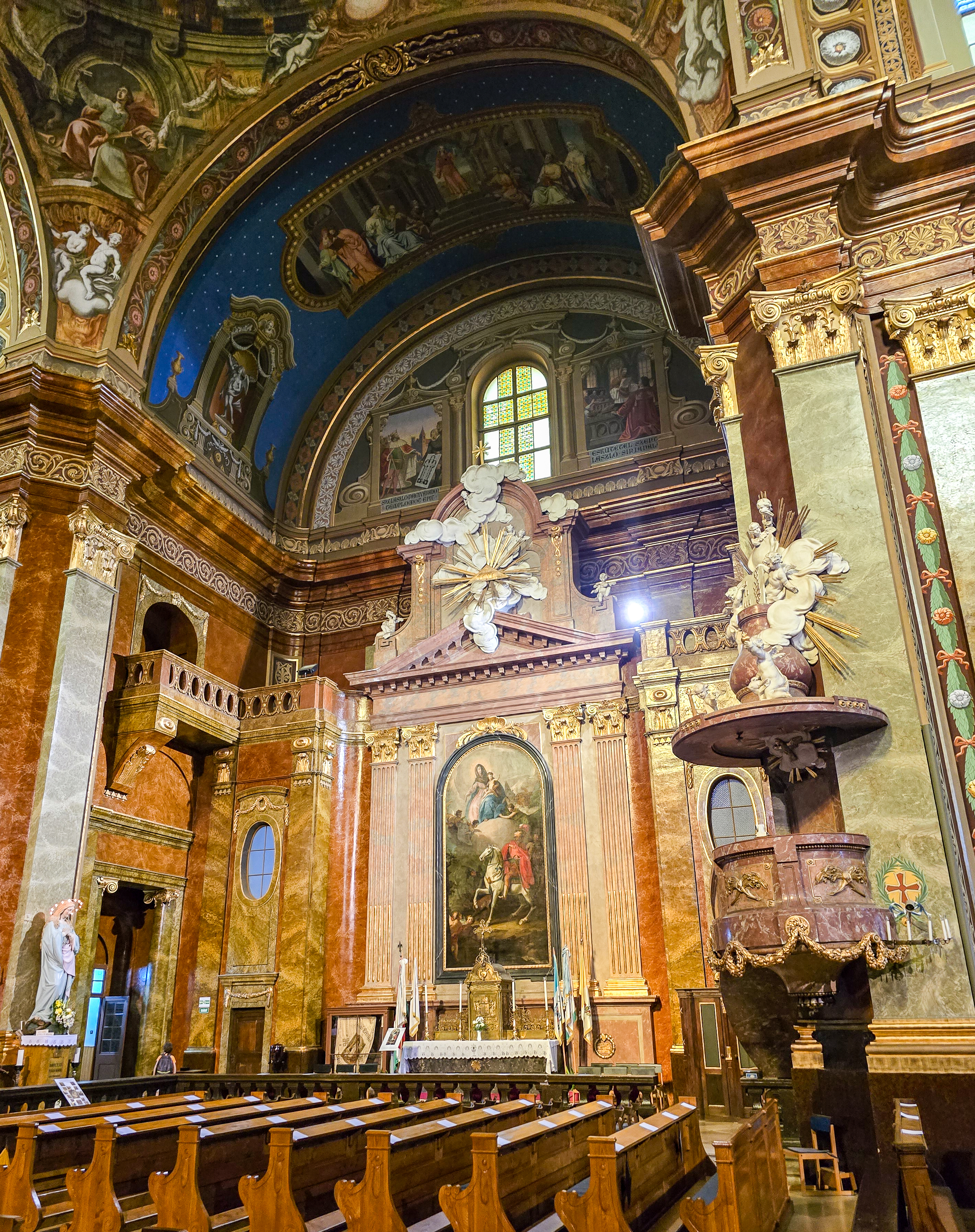

## Legenda és ereklye
Nagy ünnepek alkalmával körmenetet tartanak Szent László hermájával, amely az ereklyéjét őrzi. Az ereklye Szent László koponyájának egy darabja, a herma pedig egy hatvan centiméter magas aranyozott ezüst mellszobor, amely híven követi Szent László arcvonásait.

## Búcsú
Az egyházmegye búcsúja – Szent László ünnepe – mindig Húsvét után V. vasárnap volt és van megtartva, amikor az egyházmegye főpásztora, papjai és hívei kíséretében a szentmise végén  körbehordozzák a bazilika előtti téren a dicső szent király hermáját és koponyacsont ereklyéje előtt tiszteleghet a krisztushívők sokasága.
Minden év augusztus 15-én tartják a bazilika titulusának búcsúját Nagyboldogasszony ünnep napján.

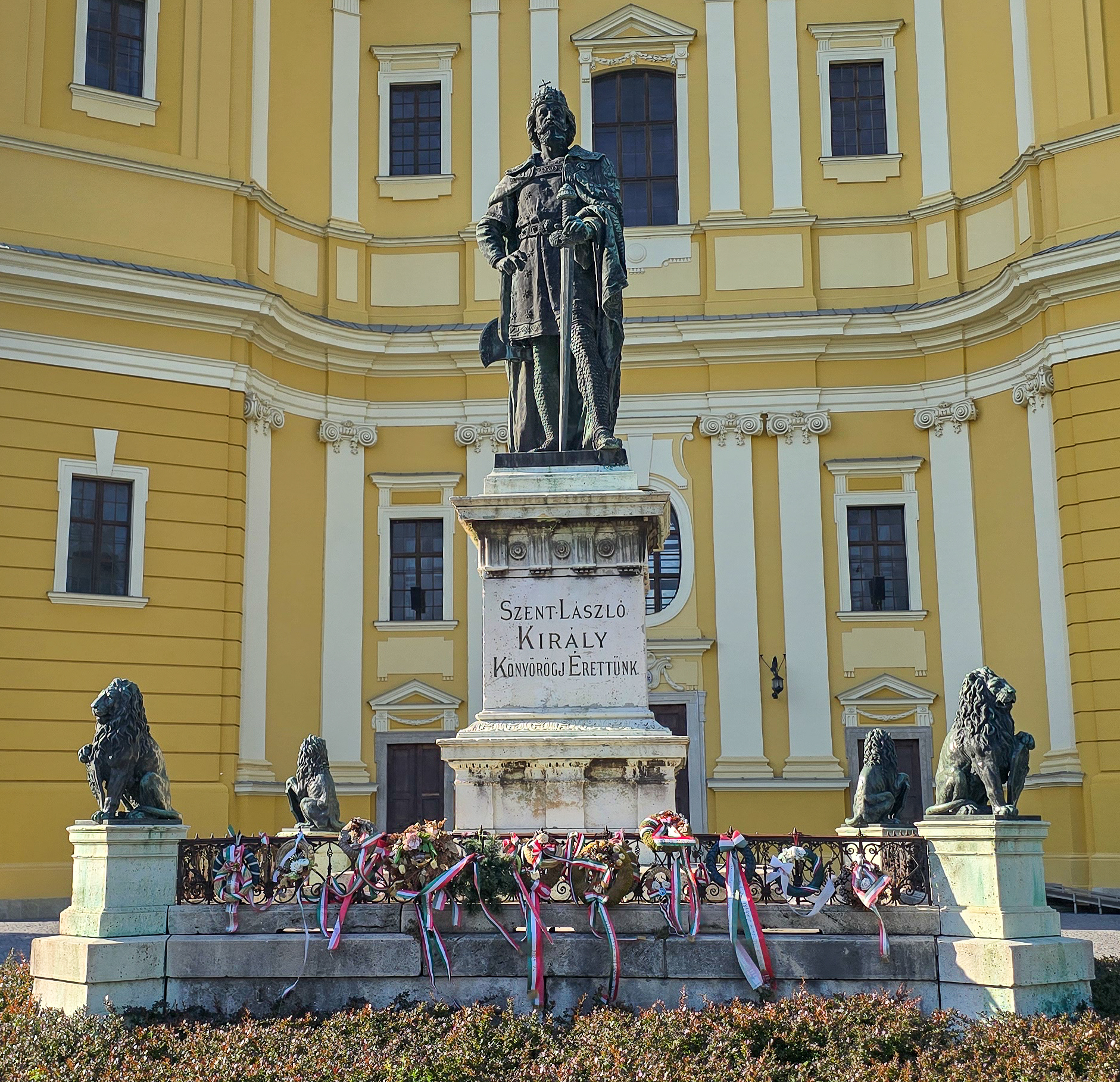
Szent László bronzszobra a székesegyház előtt
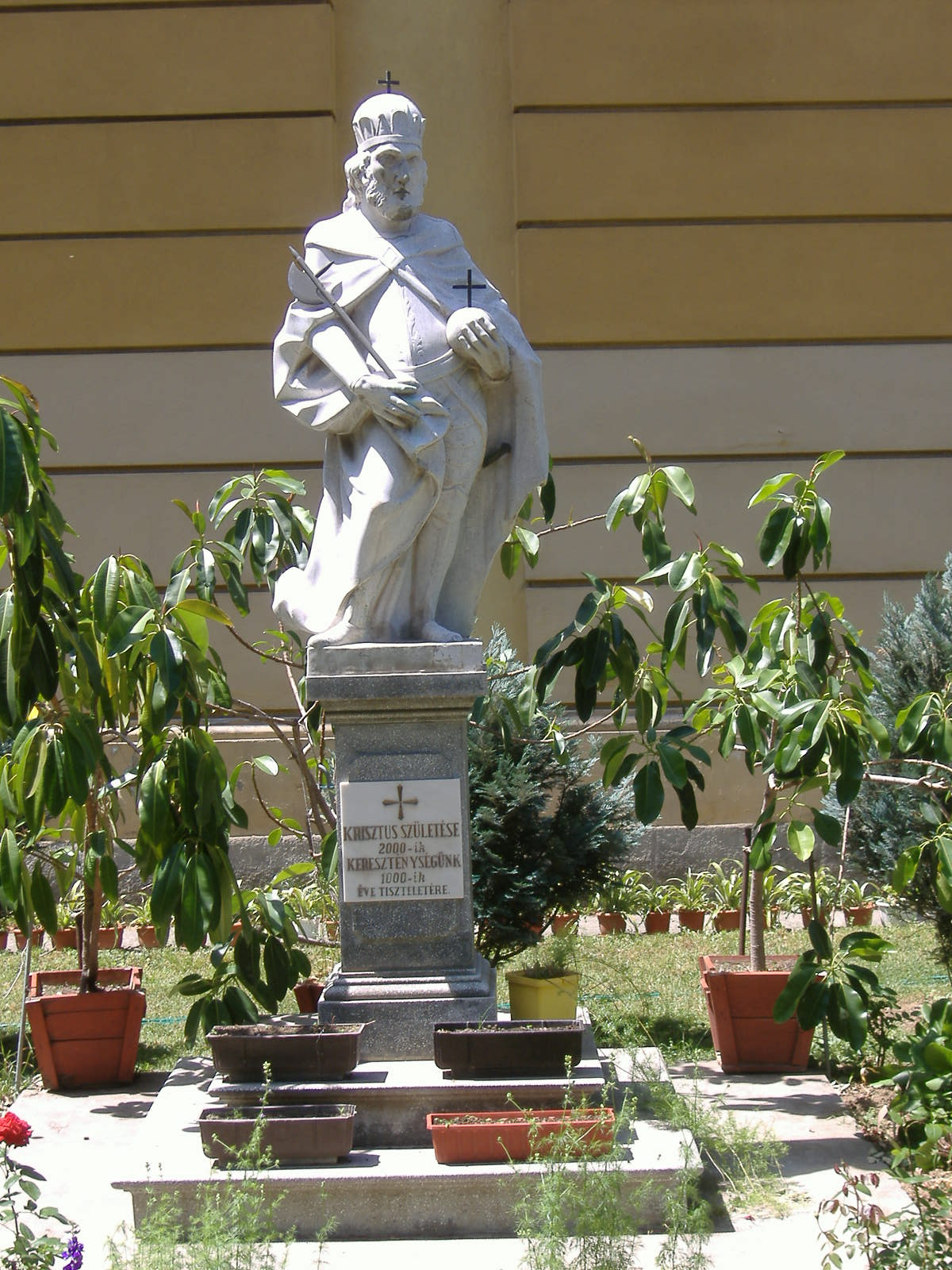
Szent László barokk szobra a székesegyház oldalán
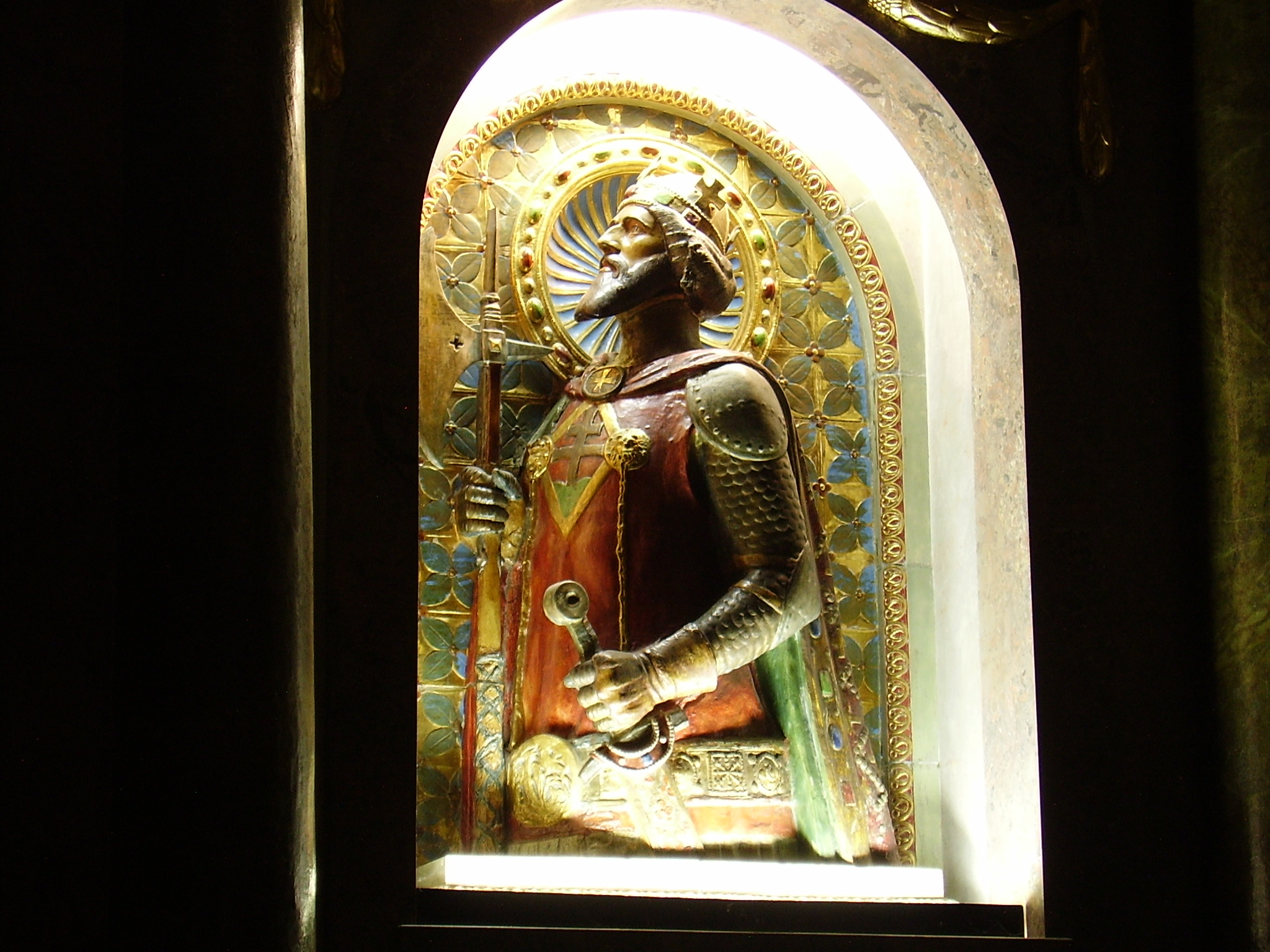
Szent László domborműve